# Тайфунник Кука
Тайфунник Кука (лат. Pterodroma cookii) — вид морских птиц из семейства буревестниковых (Procellariidae). Широко распространён по большей части территории Тихого океана, где в основном встречается между южной Калифорнией (США) и Перу, размножается на островах у берегов Новой Зеландии. Назван в честь знаменитого мореплавателя и исследователя, капитана Джеймса Кука. Подвидов не выделяют.

## Описание
Длина тайфунника Кука 25—34 см, масса — 112—302 г, размах крыльев 76—82 см. Это небольшой серо-белый тайфунник с отчетливой тёмной буквой М на верхних крыльях и в основном белыми подкрыльями.
Перья на лбу белые, с небольшими серыми пятнами на верхней части, становятся серыми и белыми на лобной части и более тёмными на остальной части, включая верхние покровы хвоста. Имеет явный тёмно-серый узор в виде буквы М на верхних крыльях, встречающийся на задней части, часто плохо очерченный на однородно тёмном внешнем крыле, хвост серый с более темными центральными перьями, имеющими самые темные кончики. Внешние рулевые перья светло-серые и могут иметь много белого на внешних перьях. Подкрылья белые с тёмно-серыми кончиками, образующими узкий тёмный край, более широкий на внешних первичных перьях. Передняя кромка в области запястья черновато-серая переходит в белый цвет, образуя сплошной, но довольно маленький темный полумесяц на конце крыла, постепенно сужающиёся в виде слабой диагональной полосы на центральном крыле. Сланцево-серая маска от уздечки до ушных покровов, часто чернее рядом с глазом, бровь в основном белая, иногда узкая с некоторыми серыми пятнами, но в отличие от большинства других тайфунников простирается над задней бровью. Маска иногда выглядит относительно изолированной от шапочки. Нижняя часть белая с широким серым пятном по бокам шеи от мантии и плавно встречается с лицевой маской. Радужка черновато-коричневая. Клюв чёрный. Ноги и основание пальцев от голубых до бледно-фиолетовых с тусклыми розоватыми или тёмно-желтыми перепонками, остальные пальцы могут быть черновато-серыми.
Половой диморфизм отсутствует, за исключением небольшого различия в среднем размере некоторых измерений (самец больше). Молодая птица имеет более светлые кончики перьев на верхней части.
Почти идентичен P. pycrofti, но обычно имеет более светлые верхние части, особенно шапочку. Внешние рулевые перья могут быть белее; возможно, имеет несколько более выраженную полосу на подкрытиях, в то время как данный вид обычно чуть больше по большинству измерений, включая длину первичных перьев, но хвост немного короче в среднем, хотя очень трудно оценить это на море.
Напоминает P. defilippiana по оперению, но хвост немного короче хвостом. Клюв выглядит довольно длинным, но тонким, определённо меньше. Хвост имеет более тёмный центр с самым темным кончиком. При осмотре сбоку соединение между ушными покровами и серым пятном по бокам шеи образует довольно сплошную темную область и при близком рассмотрении белая бровь часто простирается за глаз.

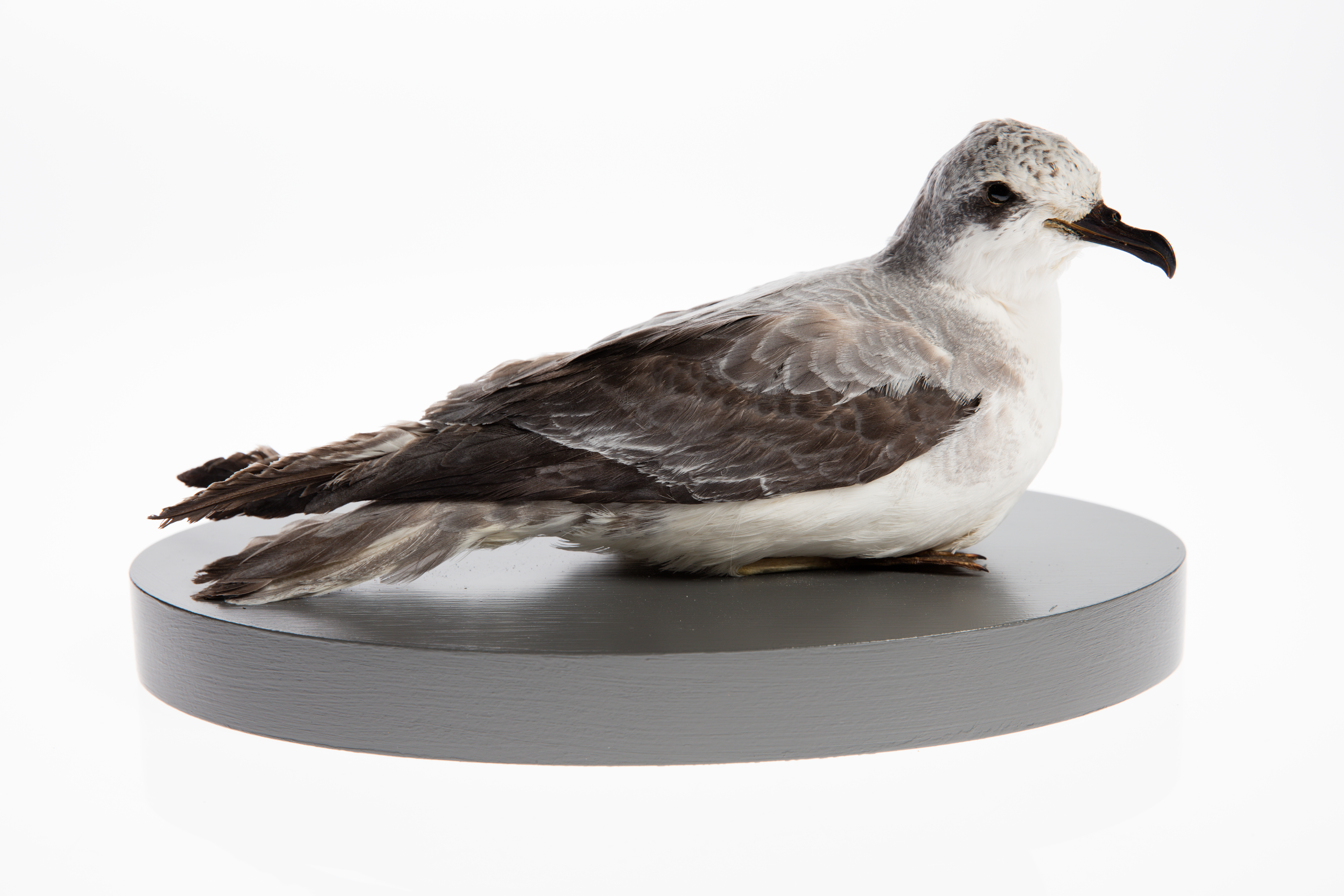
Буревестник Кука, из коллекции Оклендского музея

## Распространение
Эти морские виды обитают в умеренных и субтропических водах, в основном в температурном диапазоне от 15 °C до 25 °C. Редко приближаются к берегу, за исключением колоний. Размножаются на удалённых островах, занимая лесистые высокие хребты и склоны на высоте до 700 м над уровнем моря. На острове Литтл-Барриер размножается преимущественно выше 300 м, на более крутых склонах, ближе к вершинам хребтов и в немодифицированных лесных биотопах с низкими и открытыми кронами, а также с большим количеством крупных стволов по сравнению с доступной местностью и средой обитания. Однако ископаемые кости голоцена указывают на места 11 вымерших колоний на Северном и Южном островах, показывая, что вид ранее предпочитал холмы высотой менее 1000 м и находился на расстоянии 20—30 км от берега.
Во время сезона размножения в основном кормится в морях к востоку от Новой Зеландии. Мигрирует в восточную часть Тихого океана с апреля по ноябрь. Некоторые птицы находятся в местах размножения и зимовки круглый год, возможно, из-за плохо синхронизированной миграции. Они обитают на севере до Алеутских островов и Гавайев, на востоке до Калифорнии и западного побережья Южной Америки, достигая юга до 10° южной широты у побережья Перу. Довольно обычны у побережья северной Калифорнии, где в основном встречаются с марта по сентябрь, реже на севере до центральной Калифорнии (с апреля по сентябрь, в основном в июле и августе), откуда есть редкие записи внутри страны у озера Салтон, и очень редко на севере до Вашингтона, с случайными появлениями в заливе Аляска и к югу от Алеутских островов.

## Размножение
В настоящее время размножается только на трех островах у берегов Новой Зеландии, где прилагаются значительные усилия для борьбы с естественными и интродуцированными хищниками, хотя исторически он был широко распространен и на материковой части страны.
Сезон размножения начинается в октябре/ноябре, возвращение в колонию в августе, откладка яиц с 23 октября по 3 декабря (на острове Литтл-Барриер) или примерно на месяц позже за 15 дней (на острове Кодфиш), вылупление происходит между 15 марта и 15 апреля (в основном в последние десять дней марта) на Литтл-Барриер.
Устойчивые или долгосрочные пары образуют слабые колонии, где они ведут исключительно ночной образ жизни. Гнездятся в самовырытых норах длиной 1—4,6 м и выстилают их травой и листьями, часто рядом с хребтами и на крутых склонах, иногда используют норы от Procellaria parkinsoni. Откладывают одно белое яйцо размером 48—56 мм × 36—41 мм, масса 39—48 г. Инкубация длится около 46—51 дня с тремя периодами смены родителей по 12—16 дней, обычно начиная с самца. Птенцы имеют серо-голубое до светло-серого пуховое оперение, белое от горла до живота, высиживаются около 3 дней, затем каждые вторые ночи в течение примерно 2 недель, после чего каждые четвёртые ночи, за которыми следует период оставления перед вылетом продолжительностью около 10 дней.
Вылет птенцов происходит примерно на 87—88 день при массе 175—222 г, хотя достигают максимального веса 275—436 г перед этим. Взрослые тайфунники, гнездящиеся на Литтл-Барриер, кормятся в Тасмановом море и у восточного побережья Северного острова (более 600 км от колонии) возвращаются с бо́льшими уловами по сравнению с птицами, которые кормятся менее чем за 400 км от колонии. В то время как птицы, размножающиеся на о. Кодфиш, возвращаются с самыми крупными уловами после кормежки на самом дальнем пределе их распространения в Тасмановом море — более 700 км от колонии. Успех размножения на Литтл-Барриер за восемь сезонов составил в среднем 32 % (в диапазоне от 22 % до 43 %), тогда как за пять сезонов на Кодфиш он составил 62 % (56—68 %), при этом маленькие птенцы и яйца подвергались хищничеству со стороны тихоокеанских крыс. Успех размножения, наиболее сильно пострадавший от хищничества крыс по отношению к яйцам и птенцам, серьёзно ухудшился после уничтожения диких кошек на Литтл-Барриер, но значительно улучшился после искоренения крыс на Кодфиш.

## Питание

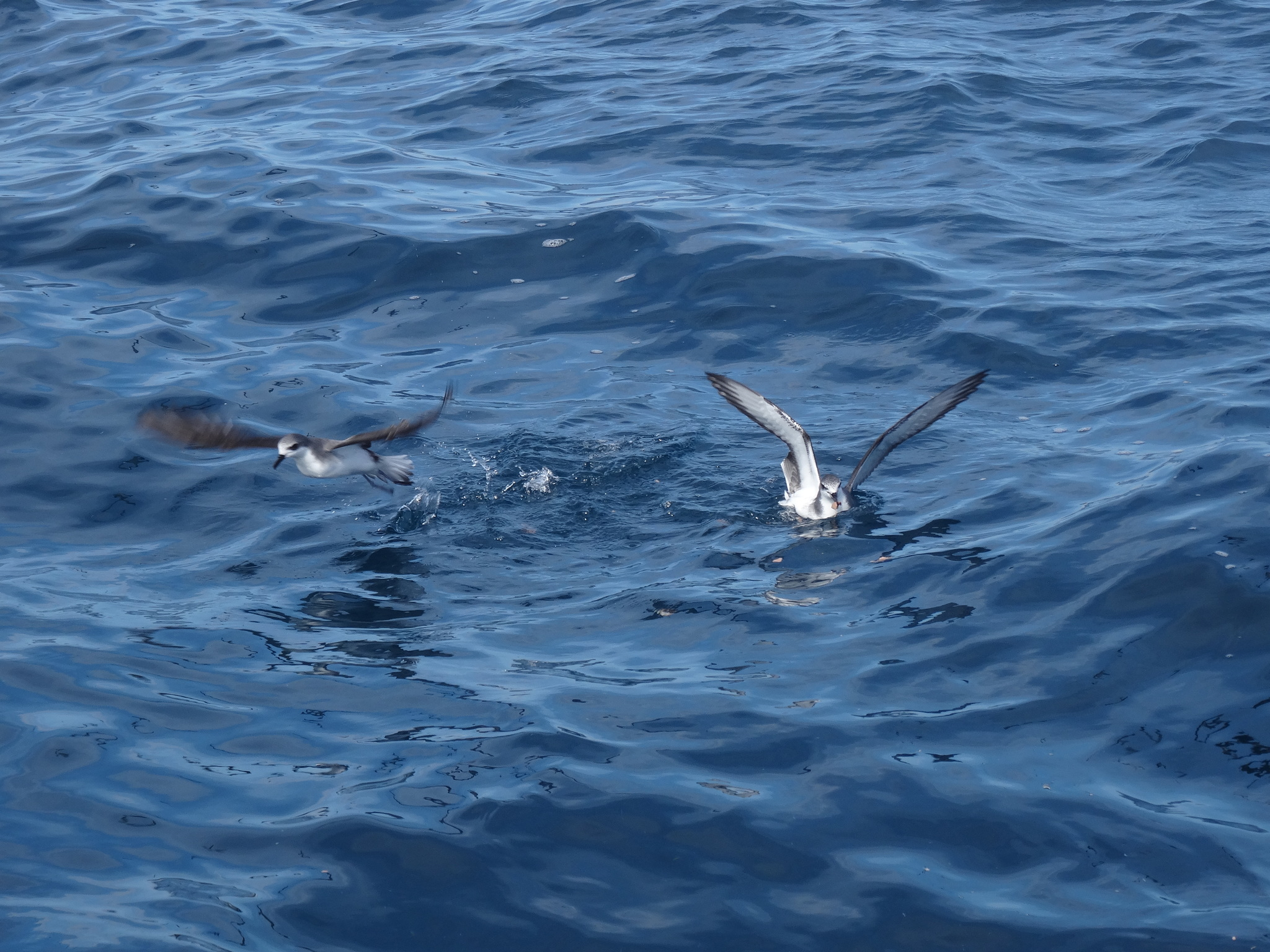
Тайфунник Кука во время добычи питания

Питается в основном кальмарами, а также ракообразными, рыбой и падалью. Исследование в сезон размножения показало, что пища состояла из головоногих, рыб, ракообразных и Tunicata, а жир составлял около 38 % по объёму пищи, скармливаемой птенцам. Основными головоногими (из 26 видов) были Cranchiidae, Spirulidae (Spirula spirula) и Histioteuthidae (37 %, 24 % и 22 %, соответственно, по массе), большинство съеденных головоногих были молодыми или незрелыми. Около 90 % по массе рыб составляли Myctophidae и около 50 % по массе ракообразных — декаподовые креветки. Сезонные колебания были обнаружены только в доле головоногих моллюсков Argonauta и Leachia в рационе.
Питается преимущественно с поверхности воды, а также ныряет. Кормится ночью, как поодиночке, так и группами до 100 особей. Может объединяться с пастушками и качурками (например, Hydrobates leucorhous). Неохотно приближается к лодкам.

## Вокализация
Вокализация в открытом океане неизвестна. Издает довольно носовое, похожее на утиное «kek-kek-kek» или «nga-nga-nga», иногда в длинных последовательностях и считается схожим с звуками P. axillaris и P. inexpectata, в полете ночью над землёй, но, по-видимому, обычно молчит на земле, кроме громкого курлыканья.

## Охранный статус
Уязвимый (VU). До недавнего времени считался находящимся под угрозой исчезновения. Ранее численность оценивалась примерно в 50,000 пар на острове Литтл-Барриер, с реликтовыми популяциями около 100 пар на острове Кодфиш и четырьмя парами на острове Грейт-Барриер, общая численность могла составлять от 150,000 до 200,000 особей. Однако опрос в феврале 2007 года показал наличие 3000—6000 пар на острове Кодфиш, и другие исследования указывают на то, что общая популяция теперь может находиться в диапазоне от 900,000 до 1,800,000 особей. Остров Кодфиш ранее имел около 20,000 пар, но значительное сокращение произошло из-за сильного хищничества со стороны пастушка-уэка (Gallirallus australis). Популяция на Литтл-Барриер также сократилась из-за хищничества диких кошек. После истребления этих хищников в 1980—1985 и 1976—1980 годах соответственно популяции начали восстанавливаться, это один из основных успехов в охране морских птиц за последние десятилетия. Большое количество серых крыс (Rattus norvegicus) сохраняется на Литтл-Барриер и Кодфиш, а также крысы и кошки на Грейт-Барриер, но опоссумы (в 1987 году) и тихоокеанские крысы (Rattus exulans) в 2000 году были уничтожены на Кодфиш. Первые два упомянутых острова управляются как строгие заповедники. Ранее использовались для пищи маори, что привело к их исчезновению на материковой части Новой Зеландии.